# Melanagromyza artemisiae
Melanagromyza artemisiae este o specie de muște din genul Melanagromyza, familia Agromyzidae, descrisă de Spencer în anul 1957.
Este endemică în Germania. Conform Catalogue of Life specia Melanagromyza artemisiae nu are subspecii cunoscute.